# Pere Ramon Sacosta
Pere Ramon Sacosta (? - Roma, 1467) fou un cavaller català de l'orde de Sant Joan de Jerusalem. Va accedir a la castellania d'Amposta el 1446 després de la mort de l'antic castellà Joan de Vilagut. El 1461 fou ascendit a gran mestre de l'orde i intentà conservar en les seves mans la castellania, en contra de l'opinió del rei Joan II d'Aragó, que volia col·locar en aquest càrrec el seu fidel Bernat Hug de Rocabertí. Durant la Guerra Civil Catalana va entregar les seves comandes de l'Ebre (Ascó, Miravet i altres) al seu germà, el també hospitaler Ponç Sacosta i al seu nebot Galceran Sarriera, que les van tenir fins al 1466. Davant de les pressions de Joan II, Sacosta va convocar capítol general de l'orde a Roma el 1466 per tal que el papa li donés suport, però en el transcurs d'aquesta reunió va morir i fou enterrat a Roma.
El 1462 va dividir la llengua d'Aragó en dues: la llengua d'Aragó (a qui corresponia els priorats de Navarra, Catalunya i la castellania d'Amposta) i la llengua de Castella (amb els priorats de Castella i Lleó, i Portugal).